# Paranthropus
Paranthropus es un género extinto de homínidos bípedos, propios de África Oriental y meridional caracterizado por una gran robustez de la mandíbula y los molares. Los Paranthropus (parántropos o australopitecinos robustos) descienden probablemente del género Australopithecus (australopitecos o australopitecinos gráciles). Algunos paleontólogos consideran, sin embargo, que los australopitecinos robustos pertenecen a Australopithecus. 
Los fósiles encontrados corresponden a especies que vivieron entre 2,6 y 1,1 millones de años antes del presente, en el Gelasiense y el Calabriense (Pleistoceno temprano a medio). Se caracterizan por un aparato masticador especializado, constituido por grandes mandíbulas y molares con capa de esmalte muy gruesa, unos incisivos y caninos muy pequeños y unos premolares que se desarrollan como si se tratase de molares, y músculos faciales poderosos que se insertaban en una cresta sagital similar a la del gorila. Sus cerebros tenían entre 410 cm³, los más tempranos y 530 cm³ el resto, eran por tanto de un tamaño inferior al de los cerebros del género Homo.

## Etimología
La palabra Paranthropus fue acuñada por Robert Broom en 1938, que encontró fósiles y los clasificó en una nueva especie. Significa "al lado del hombre", y efectivamente, convivió con los Homo durante 1,5 millones de años.

## Especies
Se han descrito tres especies:
- Paranthropus aethiopicus. Es la primera especie de este género (aparece hace aproximadamente 2,5 m.a). Poseía una cara especialmente maciza. Se considera que pudo dar origen paralelamente a las dos especies posteriores. Habitó en África Oriental.

- Paranthropus boisei. Tenía una apariencia más robusta. Sus características craneales están especializadas para el consumo de vegetales duros. Presentaban un gran dimorfismo sexual, siendo mucho más grande el cuerpo del macho que de la hembra. Situado entre 2,3 y 1,2 m.a. Habitó en África Oriental.
- Paranthropus capensis. Conocido por solo un ejemplar (SK 15) consistente en una mandíbula procedente de una cueva del yacimiento de Swartkrans.[4] Originalmente fue propuesto bajo un género propio como Telanthropus capensis[5]y posteriormente fue atribuido a un ejemplar temprano de Homo ergaster,[6] no fue sino hasta 2025 que un estudio mostró afinidades de la enigmática mandíbula con el género Paranthropus presentando dientes sumamente pequeños en comparación de las otras especies del grupo.[7] Situado hace 1,4 m.a.

- Paranthropus robustus. Se caracterizaba por unos huesos especialmente gruesos. Volumen craneano de entre 500 y 530 cm³, cara alta y alargada. Piezas dentarias macizas. Situado entre 1,8 y 1,5 m.a. El Paranthropus robustus coexistió con los Homo durante un millón de años, hasta que se extinguió. Habitó en Sudáfrica.

Es de advertir que los científicos que rechazan la existencia de Paranthropus como un género diferenciado designan estas especies como Australopithecus robustus, Australopithecus boisei Australopithecus aethiopicus y Australopithecus capensis.[cita requerida]

## Descripción

### Cráneo
El Paranthropus tenía un cráneo masivo, alto y plano, con una prominente cresta sagital, similar a la del gorila, a lo largo de la línea media que anclaba los enormes músculos temporales utilizados en la masticación. Al igual que otros australopitecos, el Paranthropus presentaba dimorfismo sexual, siendo los machos notablemente más grandes que las hembras. Tenían grandes molares con un revestimiento de esmalte dental relativamente grueso (megadoncia postcanina), e incisivos comparativamente pequeños (de tamaño similar a los humanos modernos), posiblemente adaptaciones para procesar alimentos abrasivos. Los dientes de P. aethiopicus se desarrollaron más rápido que los del P. boisei.
Paranthropus tenía adaptaciones en el cráneo para resistir grandes cargas de mordida mientras se alimentaba, a saber, la expansiva sutura escamosas. En su día se pensó que el paladar notablemente grueso era una adaptación para resistir una elevada fuerza de mordida, pero se explica mejor como un subproducto del alargamiento facial y de la anatomía nasal.
En el P. boisei, la bisagra de la mandíbula estaba adaptada para triturar los alimentos de lado a lado (en lugar de arriba y abajo en los humanos modernos), lo que es mejor para procesar los alimentos abrasivos almidón que probablemente constituían la mayor parte de su dieta. El P. robustus puede haber masticado en dirección de adelante hacia atrás, y tenía rasgos anatómicos menos exagerados (menos derivada) que el P. boisei, ya que quizás no los necesitaba con este tipo de estrategia de masticación. Esto también puede haber permitido a P. robustus procesar mejor alimentos más duros.
El volumen de la caja craneana era, en promedio, de unos 500 centímetros cúbicos (0,5 L), comparable al de los australopitecinos gráciles, pero menor que el del Homo. El volumen del cerebro humano moderno tiene una media de 1270 cm3 para los hombres y de 1130 cm3 para las mujeres.

### Extremidades y locomoción
A diferencia de P. robustus, los antebrazos de P. boisei estaban fuertemente construidos, lo que podría sugerir un comportamiento suspensivo habitual como en orangutanes y gibones. Un omóplato de P. boisei indica músculo infraespinoso largo, que también se asocia con el comportamiento suspensivo. Un cúbito de P. aethiopicus, en cambio, muestra más similitudes con el Homo que con P. boisei.
Los Paranthropus eran bípedos, y sus caderas, piernas y pies se asemejan a los de A. afarensis y los humanos modernos. La pelvis es similar a la de A. afarensis, pero las articulaciones de la cadera son más pequeñas en P. robustus. La similitud física implica una marcha similar. Su dedo gordo, similar al de los humanos modernos, indica una postura del pie y un rango de movimiento similares a los de los humanos modernos, pero la articulación más distal del tobillo habría inhibido el ciclo de marcha de los humanos modernos. Hacia 1,8 mya, Paranthropus y H. habilis' pueden haber alcanzado aproximadamente el mismo grado de bipedismo.

### Altura y peso
En comparación con la cabeza grande y robusta, el cuerpo era más bien pequeño. El peso medio de P. robustus puede haber sido 40 kilogramos (88,2 lb) para los machos y 32 kilogramos (70,5 lb) para las hembras; y para P. boisei 50 kilogramos (110,2 lb) para los machos y 34 kilogramos (75,0 lb) para las hembras. En los miembros 1 y 2 de la cueva de Swartkrans, se estima que alrededor del 35% de los individuos de P. robustus pesaban 28kg, el 22% alrededor de 43 kilogramos (94,8 lb), y el 43% restante más que los anteriores pero menos de 54 kilogramos (119 lb). En el Miembro 3, todos los individuos eran aproximadamente 45 kilogramos (99,2 lb). El peso de las hembras era más o menos el mismo en los H. erectus contemporáneos, pero los machos de H. erectus eran en promedio 13kg más pesados que los machos de P. robustus. Los sitios de P. robustus están extrañamente dominados por adultos pequeños, lo que podría explicarse como una mayor depredación o mortalidad de los machos más grandes de un grupo. El mayor individuo de Paranthropus conocido se estimó en 54kg.
Según un estudio de 1991, basado en la longitud del fémur y utilizando las dimensiones de los humanos modernos, se estima que los machos y las hembras de P. robustus medían una media de 132 y 110 centímetros (4' 4" y 3' 7,30"), respectivamente, y los de P. boisei 137 y 124 centímetros (4' 529/32" y 4'4/5"). Sin embargo, estas últimas estimaciones son problemáticas, ya que no había fémures masculinos de P. boisei identificados positivamente en ese momento. En 2013, se estimó que un esqueleto parcial de un macho de 1,34 Ma de P. boisei tenía al menos 156 centímetros (5' 12/5") y 50 kilogramos (110,2 lb).

### Patología
El Paranthropus parece haber tenido tasas notablemente altas de hipoplasia del esmalte con picaduras (PEH), donde la formación del esmalte dental es irregular en lugar de mayormente uniforme. En P. robustus, alrededor del 47% de los dientes de leche y el 14% de los dientes adultos estaban afectados, en comparación con alrededor del 6,7% y el 4,3%, respectivamente, en cualquier otra especie de homínido analizada. La condición de estos agujeros que cubren todo el diente es consistente con la dolencia humana moderna amelogénesis imperfecta. Sin embargo, dado que los agujeros circulares que cubren el esmalte son de tamaño uniforme, sólo están presentes en los dientes molares, y tienen la misma gravedad en todos los individuos, la PEH puede haber sido una condición genética. Es posible que la ADN codificante relacionada con el engrosamiento del esmalte también los hiciera más vulnerables a la PEH.
Se han identificado 10 casos de cavidades en el P. robustus, lo que indica una tasa similar a la de los humanos modernos. Un molar de Drimolen, en Sudáfrica, presentaba una caries en la raíz del diente, algo poco frecuente en los grandes simios fósiles. Para que las bacterias creadoras de caries llegaran a esta zona, el individuo tendría que haber presentado también resorción alveolar, que se asocia comúnmente con la enfermedad de las encías; o supererupción de los dientes, que se produce cuando los dientes se desgastan y tienen que salir un poco más para mantener una mordida adecuada, y esto expuso la raíz. Esto último es lo más probable, y la raíz expuesta parece haber causado hipercementosis para anclar el diente en su sitio. La cavidad parece haber estado cicatrizando, lo que puede haber sido causado por un cambio en la dieta o microbioma bucal, o la pérdida del molar adyacente.